# Antepipona orbata
Antepipona orbata är en stekelart som beskrevs av Giordani Soika 1990. Antepipona orbata ingår i släktet Antepipona och familjen Eumenidae. Inga underarter finns listade i Catalogue of Life.